# Nueva Zelanda en los Juegos Paralímpicos de Sídney 2000
Nueva Zelanda estuvo representada en los Juegos Paralímpicos de Sídney 2000 por un total de 42 deportistas, 36 hombres y seis mujeres.

## Medallistas
El equipo paralímpico neozelandés obtuvo las siguientes medallas:
| Nombre | Deporte                  | Evento                                      |
| --- | ------------------------ | ------------------------------------------- |
| Oro |                          |                                             |
| David MacCalman | Atletismo                | Jabalina F52 masculino                      |
| David MacCalman | Atletismo                | Pentatlón P53 masculino                     |
| John Dowall | Atletismo                | Jabalina F44 masculino                      |
| Peter Martin | Atletismo                | Peso F53 masculino                          |
| Jayne Craike | Hípica                   | Doma individual grado IV mixto              |
| Dean Booth | Natación                 | 400 m libre S7 masculino                    |
| Plata |                          |                                             |
| Matt Slade | Atletismo                | 200 m T37 masculino                         |
| Tim Prendergast | Atletismo                | 800 m T13 masculino                         |
| Tim Prendergast | Atletismo                | 1500 m T13 masculino                        |
| John Dowall | Atletismo                | Peso F44 masculino                          |
| Mark Inglis | Ciclismo en pista        | 1 km contrarreloj LC3 mixto                 |
| Jayne Craike | Hípica                   | Doma individual estilo libre grado IV mixto |
| Gillian Pollock | Natación                 | 200 m estilos SM8 femenino                  |
| Sean Tretheway | Natación                 | 100 m espalda S9 masculino                  |
| Bronce |                          |                                             |
| Matt Slade | Atletismo                | 100 m T37 masculino                         |
| Peter Martin | Atletismo                | Pentatlón P53 masculino                     |
| Dean Booth | Natación                 | 100 m libre S7 masculino                    |
| Grant Sharman Stephen Guthrie Tony Howe Tim Johnson Paul Leefe Gary McMurray Justin Muschamp Bill Oughton Curtis Palmer Sholto Taylor Geremy Tinker | Rugby en silla de ruedas | Torneo mixto                                |